# Menes
Menes (Men, Meni, Meniti, Min) is de naam die Manetho gaf aan de eerste koning of farao van het Oude Egypte. Menes kwam uit Thinis en regeerde 62 jaar. Volgens Manetho was Athothis zijn zoon en opvolger. In het Oude Egypte werd Menes gezien als de farao die Opper- en Neder-Egypte tot één rijk wist te verenigen en als de eerste menselijke farao na generaties van goden, halfgoden en helden. Menes verenigde niet alleen Boven- en Beneden-Egypte, maar verlegde bovendien de loop van de Nijl, bouwde Memphis met de grote tempel van Ptah en groef een meer buiten de stad. Van die tempel van Ptah werd de naam Egypte afgeleid. 
Hij zou volgens egyptologen afstammen uit het dynastieke huwelijk van de veldheer-koning van Boven-Egypte, Narmer, met een prinses van Beneden-Egypte, Neith-hotep en ergens tussen 3100-3000 v.Chr geregeerd hebben. 

## Biografie

### Overlevering
Volgens de overleveringen was Menes koning van Opper-Egypte (het Nijldal) en versloeg de koning van Neder-Egypte (de rivierdelta). Zo verenigde Menes Boven- en Beneden-Egypte. Sindsdien droeg de farao de rode kroon van Beneden-Egypte (het noorden) en de witte kroon daarboven van Boven-Egypte (het zuiden). Het werd later veelvuldig verbeeld door het samenknopen van de waterplanten de witte lotus (het zuiden) en de papyrus (het noorden).

### Herodotus
In de vijfde eeuw voor Christus tekent Herodotus uit de mond van Egyptische priesters op dat Min of Men (Menes) de stichter van de stad Memphis (Mennefer) is en dat hij deze stad gebouwd heeft op grond die hij vrijmaakte door de Nijl te verleggen. Menes richtte ongeveer 100 furlong ten zuiden van Memphis een dijk op bij de bocht van de rivier. De dijk  beschermde Memphis tegen de overstromingen van de rivier en Menes groef een nieuwe bedding voor de  Nijl. De rivieromleiding zou onderdeel zijn geweest van een uitgebreid bevloeiings- en droogleggingsproject onder farao Menes. Hij groef een nieuw kanaal voor de rivier, die eerst langs de heuvels liep aan de kant van Libië. 

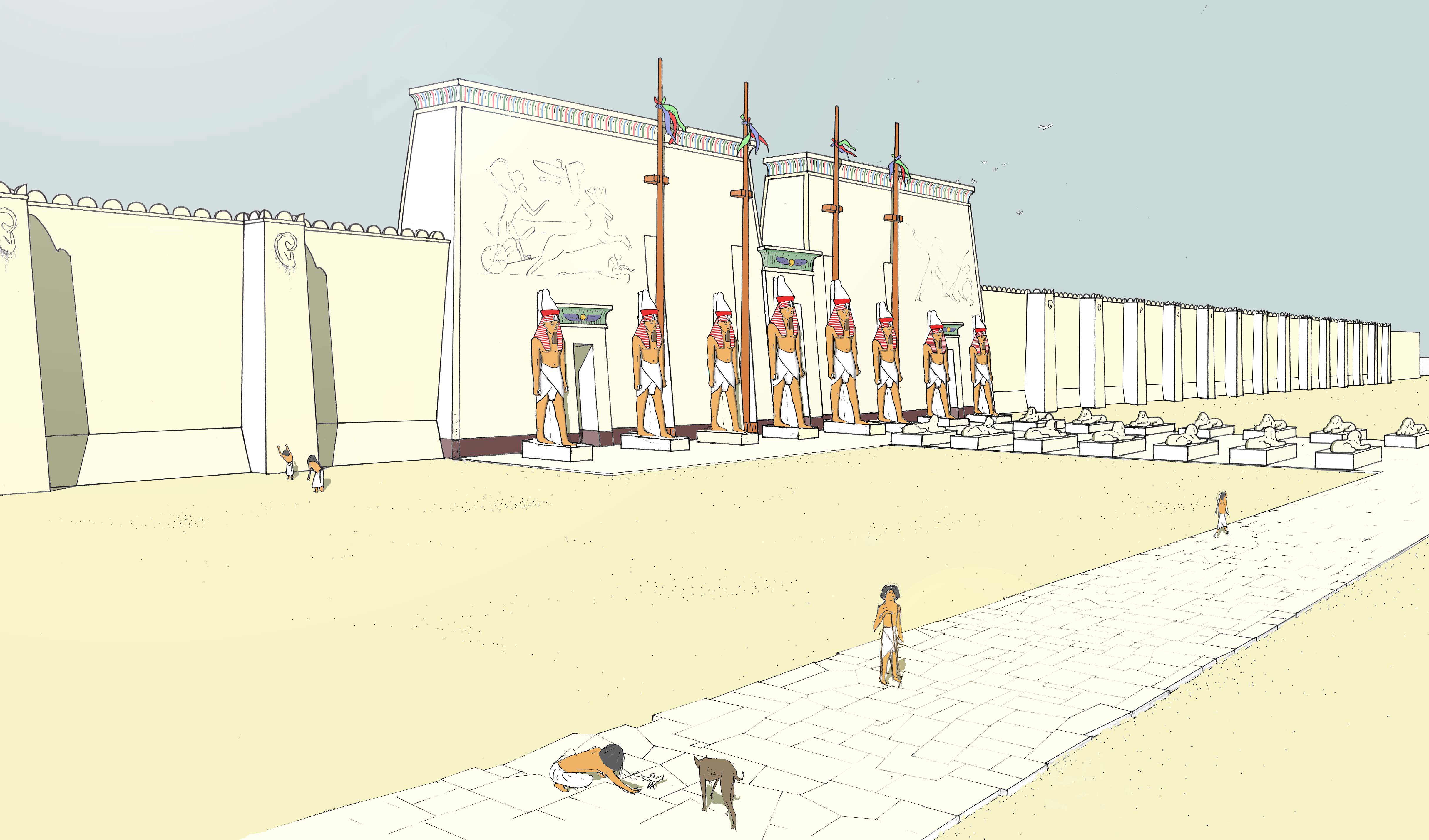
Artistieke weergave van de westelijke voorhof van de Grote tempel van Ptah in Memphis

Menes groef volgens Herodotus ook een meer buiten Memphis naar het noorden en westen verder uit, dat in verbinding stond met de Nijl en bouwde binnen de stad de grote tempel van Hephaistos (Ptah). De grote tempel van Ptah heette in het Egyptisch Hut-ka-Ptah (omheining van de ka (ziel) van Ptah). Hiervan werd het Griekse Ai-gy-ptos afgeleid en vandaar de moderne naam 'Egypte'.
Uit archeologisch onderzoek blijkt echter dat er reeds voor de periode 3100-3000 v. Chr. een nederzetting bestond en dat Menes dus noch de eer toekomt voor het omleiden van de rivier, noch voor het stichten van de stad.
Van Menes tot Sethos (Sjebitkoe, 25e dynastie, ca. 714-705 v.Chr.) was een periode van 341 generaties, die Herodotus op 11.340 jaar stelt. In die periode  ging de zon tweemaal op waar hij nu onder gaat en tweemaal onder waar hij nu opgaat (2,142). Herodotus zag 345 houten kolossen van piromis (gentleman) priesters, die elk de zoon van zijn voorganger was (2,143). Volgens Herodotus' Historiën regeerden er 348 heersers gedurende ca. 11.500 jaar tussen de eerste koning Min tot de verovering door de Pers Cambyses II (27e dynastie, 525-521 v. Chr.). 

### Manetho
Volgens Manetho waren dat 333 koningen gedurende 5100 jaar. Volgens Manetho was de Grote Piramide gebouwd door de 4e dynastie en 4300 jaar voor Cambyses II, volgens Herodotus slechts ongeveer 400 jaar voor de Perzische verovering. Volgens Manetho leidde Menes het leger over de grens en behaalde hij grote roem. Memes kwam van Thinis en regeerde 62 jaar. Hij zou zijn gedood door een nijlpaard. Menes' opvolger was zijn zoon Athothis, die 57 jaar regeerde en het paleis in Memphis bouwde, geneeskunde praktiseerde en boeken schreef over anatomie. Volgens Manetho volgde Menes de laatste generaties 'geesten van de doden' of halfgoden op, die 5813 jaar geregeerd hadden. Vóór de halfgoden, die in totaal 11.025 jaar heersten, hadden goden Egypte 13.900 jaar geregeerd.

### Identiteit
Wie Menes was en of hij werkelijk bestaan heeft zijn vragen die (vooralsnog) onbeantwoord moeten blijven. Op een ostrakon na, zijn uit zijn tijd geen archeologische of geschreven bronnen bekend waarin hij of de aan hem toegeschreven daden worden genoemd. De eerste vermelding is pas te vinden op de steen van Palermo, een koningslijst die rond of na de vijfde dynastie is opgemaakt. Deze lijst maakt echter melding van koningen die al voor hem over een verenigd Egypte heersten (de zogenaamde Dynastie 0). Ten tijde van de Turijnse Koningslijst uit de negentiende dynastie wordt Menes gezien als opvolger van een reeks mythische koningen, en daarmee als de eerste menselijke heerser van een verenigd Egypte.
Op basis van de beschikbare bronnen menen sommige Egyptologen dat Menes en Narmer dezelfde persoon zijn, andere Egyptologen stellen voor dat Menes identiek is met Hor-Aha. Volgens Tyldeslay was hij bovendien de zoon van koningin Neith-hotep van Beneden-Egypte en Narmer van Boven-Egypte, en was hij geroepen om aan de zijde van Berenib over het verenigd Egypte te heersen. Het lijkt er sowieso op dat de eenwording niet het werk was van één koning. Het is mogelijk dat het proces in gang is gezet door Narmer en/of Schorpioen, en dat tijdens de regering van Menes/Hor-Aha het proces tot voltooiing kwam.

## Het Menes-Narmer-vraagstuk
Onder Egyptologen bestaat twijfel of het correct is om de iets minder goed bekende heerser Menes te beschouwen als dezelfde figuur als koning Narmer. De verwarring is ontstaan door bronnen en inscripties, die de eerste koning aanduiden als Menes, en niet Narmer. Op de koningslijst van Abydos staat geschreven dat de eerste koning van Egypte Meni heette, ook Manetho gebruikt deze naam voor de eerste verenigde heerser: Menes. Herodotus noemt Mên. De verwarring wordt nog versterkt door het bestaan van weer andere bronnen die dezelfde eigenschappen toeschrijven aan Hor-Aha.
Dat onder een deel van de Egyptologen, Narmer tegenwoordig wordt beschouwd als effectieve 'veroveraar' van Neder-Egypte (Narmer was al heerser in Opper-Egypte), is te danken aan het Narmerpalet. Dit voorwerp werd in 1898 herontdekt te Hiërakonpolis. Uit dit palet kan worden afgeleid dat er een heerser was die Nar-mer heette en die Neder-Egypte veroverde. Op de ene zijde draagt Narmer de rode kroon van Beneden-Egypte, op de andere zijde de witte kroon van Boven-Egypte. De verstrengelde leeuwenhalsen worden vergeleken en op een lijn gesteld met de samengeknoopte waterplanten, de lotus en papyrus, de symbolen van de twee landen, wat de telkens terugkerende emblematische voorstelling van de vereniging is. 
Een mogelijk antwoord op de vraag waarom Manetho het heeft over Menes, ligt in het feit dat de Egyptische vorsten meerdere namen droegen en diverse epitheta konden hebben. Menes zou er zo één kunnen zijn, een geboortenaam en verwijzen naar het feit van eenmaking. Op deze manier benaderd en op basis van archeologisch materiaal is het mogelijk om koning Menes gelijk te stellen aan Narmer, wat door sommige Egyptologen gedaan wordt. Absoluut gezien is het onmogelijk om uit te vissen wie nu feitelijk overeenstemt met de mythologische naam Menes. Toch blijft deze kwestie een punt van discussie onder de specialisten. Andere Egyptologen menen dat Menes de taak overnam van Narmer na diens dood en dat dus Hor-Aha dezelfde persoon is als Menes. Wanneer ook nog eens de Opper-Egyptische vorst Schorpioen wordt gelijkgesteld aan Narmer, is de verwarring compleet.